# Voorwaarts Tirlemont
Pour les articles homonymes, voir Voorwaarts.
Dernière mise à jour : 6 mars 2012.
Le Voorwaarts Tirlemont est un ancien club de football belge, basé dans la ville de Tirlemont. Le club portait le matricule 3229 et a disputé 23 saisons dans les séries nationales, dont 13 au troisième niveau. Il disparaît en 1981 dans une fusion avec l'autre club de la ville, le RC Tirlemont, pour former l'actuel KVK Tirlemont. Le terme « Voorwaarts » signifie « En avant » en dialecte flamand brabançon.

## Histoire
Le club est fondé le 22 juin 1941 sous le nom Vlug en Vrij Wommersom, de la fusion de deux petits clubs locaux, membres d'une ligue régionale mineure. Le club s'affilie en décembre à l'Union belge de football, et reçoit le matricule 3229. Il est versé dans les séries provinciales brabançonnes. Au sortir de la guerre, le club change plusieurs fois de nom. En 1945, il devient Voorwaarts Wommersom, puis Voetbalvereniging Voorwaarts en 1946, et enfin Voorwaarts Tirlemont le 6 août 1947, à la suite du déménagement du club vers la cité sucrière. Un autre club joue déjà à l'époque dans la ville, le RC Tirlemont, qui évolue dans les séries nationales depuis le début des années 1930.
Mais le Voorwaarts ne tarde pas à rejoindre son rival. En 1949, il monte pour la première fois en Promotion, à l'époque troisième et dernier niveau national. Le club termine avant-dernier et doit retourner en provinciales, mais après un an, il est déjà de retour en nationales. En 1952 a lieu une grande réforme du football belge, avec la création d'un quatrième niveau national, qui hérite du nom de Promotion. À cette occasion, un grand nombre de clubs sont relégués du troisième niveau, rebaptisé Division 3. Le Voorwaarts se maintient grâce à une quatrième place obtenue en fin de saison.
Lors de la saison 1957-1958 ont lieu les deux premiers derbies contre le Racing en matchs officiels, à la suite de la relégation de ce dernier depuis la Division 2. Les deux clubs finissent quatrième et cinquième au classement final, avec l'avantage au Racing, mais le Voorwaarts prend le dessus la saison suivante. C'est la seule fois où le club termine devant son rival plus ancien. Les résultats sont moins bons les saisons suivantes, et en 1960, le club est relégué vers la Promotion.
Le club joue les premiers rôles à l'échelon inférieur, et remporte le titre dans sa série en 1963, synonyme de retour en troisième division. Le retour ne dure que deux saisons, le club étant de nouveau relégué en 1965. Un nouveau titre en 1966 permet au Voorwaarts de revenir à nouveau en D3, mais il est suivi immédiatement d'une nouvelle relégation. Le club ne remontera par la suite plus jamais au troisième niveau national.
En 1970, le club est relégué en première provinciale brabançonne, et quitte donc les séries nationales après 19 années de présence consécutives. Le club remonte directement l'année suivante en terminant un point derrière Pamel, champion provincial. Mais ce retour ne dure qu'une saison, avant une nouvelle rétrogradation en provinciales. Cette fois, le Voorwaarts met plus de temps à revenir, et ne retrouve la Promotion qu'en 1979. Après deux saisons conclues dans le milieu du classement, le club fusionne avec son rival de toujours, pour former le KVK Tirlemont. Le club fusionné conserve le matricule 132 du Racing, et le matricule 3229 du Voorwaarts est radié par la Fédération.

## Résultats dans les divisions nationales
Statistiques clôturées, club disparu

### Palmarès
- 2 fois champion de Belgique de Promotion en 1963 et 1966

### Bilan
| Niv | Divisions     | Jouées | Titres | TM Up | TM Down |
| --- | ------------- | ------ | ------ | ----- | ------- |
| I   | 1re nationale | 0      | 0      |       |         |
| II  | 2e nationale  | 0      | 0      |       |         |
| III | 3e nationale  | 13     | 0      |       |         |
| IV  | 4e nationale  | 10     | 2      |       |         |
| V   | 5e nationale  | 0      | 0      |       |         |
|     |               |        |        |       |         |
|     | TOTAUX        | 23     | 2      | 0     | 0       |

- TM Up : test-match pour départager des égalités, ou toutes formes de Barrages ou de Tour final pour une montée éventuelle.
- TM Down : test-match pour départager des égalités, ou toutes formes de Barrages ou de Tour final pour le maintien.

### Classements saison par saison
| Ordre               | Saison  | Nom du club                                                                           | Niveau                                                                                | Classement final                                                                      | Remarques                                                                             |
| ------------------- | ------- | ------------------------------------------------------------------------------------- | ------------------------------------------------------------------------------------- | ------------------------------------------------------------------------------------- | ------------------------------------------------------------------------------------- |
| 1                   | 1949-50 | Voorwaarts Tirlemont                                                                  | Promotion (D3) série D                                                                | 15e/16                                                                                | Relégué!                                                                              |
| séries provinciales |         |                                                                                       |                                                                                       |                                                                                       |                                                                                       |
| 2                   | 1951-52 | Voorwaarts Tirlemont                                                                  | Promotion (D3) série C                                                                | 4e/16                                                                                 |                                                                                       |
| 3                   | 1952-53 | Voorwaarts Tirlemont                                                                  | Division 3 série A                                                                    | 10e/16                                                                                |                                                                                       |
| 4                   | 1953-54 | Voorwaarts Tirlemont                                                                  | Division 3 série B                                                                    | 12e/16                                                                                |                                                                                       |
| 5                   | 1954-55 | Voorwaarts Tirlemont                                                                  | Division 3 série A                                                                    | 9e/16                                                                                 |                                                                                       |
| 6                   | 1955-56 | Voorwaarts Tirlemont                                                                  | Division 3 série B                                                                    | 7e/16                                                                                 |                                                                                       |
| 7                   | 1956-57 | Voorwaarts Tirlemont                                                                  | Division 3 série A                                                                    | 10e/16                                                                                |                                                                                       |
| 8                   | 1957-58 | Voorwaarts Tirlemont                                                                  | Division 3 série B                                                                    | 5e/16                                                                                 | [ saisons 1 ]                                                                         |
| 9                   | 1958-59 | Voorwaarts Tirlemont                                                                  | Division 3 série A                                                                    | 6e/16                                                                                 | [ saisons 2 ]                                                                         |
| 10                  | 1959-60 | Voorwaarts Tirlemont                                                                  | Division 3 série B                                                                    | 15e/16                                                                                | Relégué!                                                                              |
| 11                  | 1960-61 | Voorwaarts Tirlemont                                                                  | Promotion série C                                                                     | 2e/16                                                                                 |                                                                                       |
| 12                  | 1961-62 | Voorwaarts Tirlemont                                                                  | Promotion série C                                                                     | 4e/16                                                                                 |                                                                                       |
| 13                  | 1962-63 | Voorwaarts Tirlemont                                                                  | Promotion série A                                                                     | 1er/16                                                                                | Champion et promu!                                                                    |
| 14                  | 1963-64 | Voorwaarts Tirlemont                                                                  | Division 3 série A                                                                    | 13e/16                                                                                | [ saisons 4 ]                                                                         |
| 15                  | 1964-65 | Voorwaarts Tirlemont                                                                  | Division 3 série B                                                                    | 15e/16                                                                                | Relégué!                                                                              |
| 16                  | 1965-66 | Voorwaarts Tirlemont                                                                  | Promotion série C                                                                     | 1er/16                                                                                | Champion et promu!                                                                    |
| 17                  | 1966-67 | Voorwaarts Tirlemont                                                                  | Division 3 série B                                                                    | 16e/16                                                                                | Relégué!                                                                              |
| 18                  | 1967-68 | Voorwaarts Tirlemont                                                                  | Promotion série B                                                                     | 4e/16                                                                                 |                                                                                       |
| 19                  | 1968-69 | Voorwaarts Tirlemont                                                                  | Promotion série B                                                                     | 13e/16                                                                                |                                                                                       |
| 20                  | 1969-70 | Voorwaarts Tirlemont                                                                  | Promotion série A                                                                     | 15e/16                                                                                | Relégué!                                                                              |
| séries provinciales |         |                                                                                       |                                                                                       |                                                                                       |                                                                                       |
| 21                  | 1971-72 | Voorwaarts Tirlemont                                                                  | Promotion série C                                                                     | 15e/16                                                                                | Relégué!                                                                              |
| séries provinciales |         |                                                                                       |                                                                                       |                                                                                       |                                                                                       |
| 22                  | 1979-80 | Voorwaarts Tirlemont                                                                  | Promotion série B                                                                     | 9e/16                                                                                 |                                                                                       |
| 23                  | 1980-81 | Voorwaarts Tirlemont                                                                  | Promotion série D                                                                     | 6e/16                                                                                 |                                                                                       |
| X                   | 1981    | Fusion avec le RC Tirlemont pour former le KVK Tirlemont, le matricule 3229 disparaît | Fusion avec le RC Tirlemont pour former le KVK Tirlemont, le matricule 3229 disparaît | Fusion avec le RC Tirlemont pour former le KVK Tirlemont, le matricule 3229 disparaît | Fusion avec le RC Tirlemont pour former le KVK Tirlemont, le matricule 3229 disparaît |